# Relations entre la Croatie et l'Union européenne depuis 2013
 (août 2025).
Améliorez-le ou discutez des points à vérifier. 
Cet article concerne les relations entre la Croatie et l'Union européenne après son adhésion en 2013. Les relations antérieures à cette adhésion font l'objet d'un article sur la période allant de l'indépendance à 2013.
Les relations entre la Croatie et l'Union européenne sont des relations verticales impliquant l'organisation supranationale et un de ses États membres.

## Historique

### Adhésion
La candidature croate à l'Union européenne est déposée en février 2000 par le gouvernement Ivica Račan. Le statut de candidat de la Croatie est officiellement reconnu en 2004 et les négociations débutent l'année suivante.
L'un des principaux contentieux liés à l'adhésion croate est celui de la frontière avec la Slovénie dans la baie de Piran. La Slovénie bloque alors régulièrement l'adhésion avec son droit de véto, afin de forcer une résolution du différend frontalier. À cette fin, et dans l'optique de lever ce dernier obstacle à l'adhésion, les deux pays s'accordent pour soumettre le litige au tribunal arbitral international.

### Zoran Milanović (de 2013 à 2016)
Lors de l'adhésion, le premier ministre de Croatie est Zoran Milanović.
Le 1er décembre 2013, un référendum définissant le mariage comme l'union d'un homme et d'une femme est approuvé par la population croate. En effet, l'adhésion à l'Union européenne était perçu par les opposants au mariage homosexuel comme un risque pour la définition du mariage en Croatie comme étant réservé aux couples hétérosexuels (du fait des évolutions en Espagne, en France et aux Pays-Bas), et ce en dépit du fait que ni l'Union européenne, ni le Conseil de l'Europe, n'imposent à leurs États membres respectifs de modifier la définition du mariage, et plus généralement les dispositions relatives au droit de la famille, dès lors que les droits des minorités sont respectés et, pour le cas de l'UE, que les mariages célébrés dans les pays reconnaissant le mariage homosexuel soit reconnu dans toute l'UE pour ne pas entraver la libre circulation des personnes.
En juillet 2015, la question du différend frontalier ressurgit après que le juge slovène face l'objet d'accusation quant à sa partialité. Le 27 juillet, la Croatie se retire unilatéralement de l'arbitrage.
En septembre 2015, la question migratoire apparait dans les relations entre la Croatie et l'UE. En effet, après que la Hongrie a bloqué sa frontière avec la Serbie, les migrants empruntant la route des Balkans se sont redirigés vers la Croatie. La Hongrie accusa alors la Croatie de renvoyer une partie des migrants arrivés sur le territoire croate, en train, vers la Hongrie. Cependant la Croatie estime que ces déplacements avaient été acceptés par la Hongrie, laquelle avait notamment accepté de prendre en charge un millier de migrants arrivés de Croatie.

### Tihomir Orešković (2016)
Tihomir Orešković prend la tête du gouvernement croate en janvier 2016.
Dès le 17 mars de cette année, la Croatie rejette toute reprise de l'arbitrage et estime que le différend devait être résolu au niveau bilatéral. Le tribunal rejette toutefois cette décision unilatérale, considérant que la violation de partialité, désormais réglée par la démission de l'arbitre slovène, ne remettait plus en cause l'intégrité et l'impartialité de l'arbitrage,. Le ministère des affaires étrangères croate condamne cette décision et réaffirme qu'il ne reviendra pas dans la procédure arbitrale, la Croatie ne reconnaissant plus la compétence du tribunal,.

### Andrej Plenković (depuis 2016)
Andrej Plenković devient Premier ministre de Croatie en octobre 2016.
Le 29 juin 2017, le tribunal arbitral rend sa décision au sujet du différend frontalier entre la Croatie et la Slovénie. La majeure partie de la baie et un accès direct aux eaux internationales de la mer Adriatique est accordé à la Slovénie,. Le jugement doit être mis en œuvre au plus tard le 29 décembre 2017. Le premier ministre croate Andrej Plenković réagit lui en déclarant que la Croatie ne reconnaît pas cette décision et n'a pas l'intention de la mettre en œuvre. Dans ce contexte, la Slovénie demanda l'intervention de l'Union européenne afin que celle-ci face pression sur la Croatie pour qu'elle respecte la décision arbitrale.
Le 4 juillet, la Commission européenne publie une déclaration officielle dans laquelle elle soutient la procédure d'arbitrage et invite la Croatie et la Slovénie à respecter la décision prise,. Le vice-président de la Commission Frans Timmermans déclara que les deux pays devait respecter le verdict, ajoutant qu'elle se tient prête, si besoin est, à apporter son aide aux parties dans ce processus. Toutefois, il rappelle que la Commission n'exigerait pas sa mise en œuvre, estimant qu'il s'agit d'une question bilatérale qui ne tombe pas dans la compétence de l'Union européenne. Dans les minutes de la réunion de la Commission, celle-ci reconnaît notamment que la Slovénie avait violé l'accord d'arbitrage. Cependant la Cour permanente d'arbitrage déclara que la violation n'était pas de nature à influencer la décision finale du tribunal dès lors que le juge impliqué dans la violation de l'accord fut remplacé. Timmermans réaffirma que la Commission soutenait le processus de règlement. Le service juridique de la Commission européenne déclara que l'Union avait une juridiction dans ce domaine et qu'il est de l'obligation de l'UE et de ses États membres de respecter et de mettre en œuvre le droit international public. La Croatie fait cependant fi de la mise en garde de la Commission, le premier ministre Plenkovic déclarant que le problème de la baie de Piran ne concerne pas Bruxelles.

## Rapport entre le droit de l'Union européenne et le droit croate

### Constitution
Les dispositions relatives à la participation de la Croatie à l'Union européenne sont présentes dans le titre III de la constitution de la Croatie.
L'article 143 de la constitution contient les éléments relatifs au transfert des pouvoirs constitutionnels. L'article rappelle notamment que la Croatie participe à « la formation de l'unité européenne de manière à assurer, avec les autres États européens, une paix durable, la liberté, la sécurité et la prospérité, et d'atteindre d'autres objectifs communs conformes aux principes fondamentaux et aux valeurs de l'Union européenne ».
L'article 144 contient les dispositions relatives à la représentation de la Croatie au sein des institutions européennes en conformité avec le traité sur l'Union européenne et le traité sur le fonctionnement de l'Union européenne et en conformité avec les arrangements constitutionnels croates.
Les articles 145(2) et (3) de la constitution établissent respectivement la suprématie et l'effet direct du droit de l'Union européenne en Croatie.

« 1. L'exercice des droits découlant de l'acquis communautaire de l'Union européenne doit être égal à l'exercice des droits sous la loi croate.
2.Les actes juridiques et les décisions acceptés par la République de Croatie dans les institutions de l'Union européenne seront appliqués en République de Croatie, conformément à l'acquis communautaire de l'Union européenne.
3. Les tribunaux croates protégeront les droits subjectifs fondés sur l'acquis communautaire de l'Union européenne.
4. L'administration de l'État, les organes des collectivités régionales et locales autonomes et les personnes morales investies de la puissance publique doivent appliquer directement le droit de l'Union européenne. »

Le droit croate suit en effet la tradition moniste, selon laquelle le droit national et le droit international sont un même ensemble, permettant ainsi l'application directe d'une norme internationale en droit interne,.

### Transposition
Selon l'université d'Amsterdam, la mise en œuvre de la jurisprudence Simmenthal en cas de défaut de transposition du droit de l'Union en droit croate a nécessité un temps d'adaptation par les juridictions croates.

## Positionnement vis-à-vis de l'Union européenne

### Partis politiques

#### Partis eurosceptiques
La Croatie compte deux partis eurosceptiques principaux : le parti croate du Droit et le parti croate du Droit - Ante Starčević.

### Référénces
1. ↑  Thomas 2004, p. 55
2. ↑  Cain et Waterfield 2010
3. 1 2 3  Meunier 2015
4. ↑  BBC News - 2 décembre 2013
5. ↑  Slootmakers et Sircar 2014
6. 1 2  Le Figaro 2018
7. ↑  Zuvela 2015
8. ↑  IBRU - avril 2016
9. ↑  Bushill 2017
10. 1 2  The Slovenia Times 2016
11. ↑  (en) « Croatia rejects tribunal ruling in border dispute with Slovenia », sur Financial Times (consulté le 20 novembre 2023).
12. 1 2  (en) Stephanie van den Berg, « Court says Slovenia should have corridor to international waters in dispute with Croatia », sur reuters.com, 29 juin 2017 (consulté le 26 septembre 2020).
13. ↑  Claire Guyot, « Baie de Piran, le conflit entre Slovénie et Croatie enfin tranché », La Croix,‎ 30 juin 2017 (lire en ligne, consulté le 26 septembre 2020).
14. ↑  (en) « Balkan EU neighbours clash on border deadline », sur EUobserver (consulté le 26 septembre 2020).
15. ↑  (en) « Slovenia and Croatia reignite border dispute », sur EUobserver (consulté le 26 septembre 2020).
16. ↑  (en) « EU urges Croatia to ‘implement’ Piran Bay ruling », sur euractiv.com, 5 juillet 2017 (consulté le 26 septembre 2020).
17. ↑  (sl) « Vsak dan prvi - 24ur.com », sur 24ur.com (consulté le 4 octobre 2021).
18. ↑  (en) « Press corner », sur European Commission - European Commission (consulté le 26 septembre 2020).
19. ↑  (hr) « Europska komisija upravo je poručila Hrvatskoj da bi trebala poštivati odluku arbitražnog suda », sur Telegram.hr, 4 juillet 2017 (consulté le 26 septembre 2020).
20. 1 2  http://ec.europa.eu/transparency/regdoc/rep/10061/2017/EN/PV-2017-2219-F1-EN-MAIN-PART-1.PDF
21. ↑  (en) Kait Bolongaro, « Slovenia ups stakes in Adriatic border dispute », Politico Europe,‎ 19 février 2018 (lire en ligne, consulté le 26 septembre 2020).
22. ↑  Article 143 de la constitution
23. ↑  Article 144 de la constitution
24. ↑  Van Beek et al. 2014, p. 74
25. 1 2  Van Beek et al. 2014, p. 75
26. ↑  Article 141 de la constitution